# Palomar 10
Palomar 10 est un amas globulaire obscurci de la constellation de la Flèche. Il a été découvert en août 1955 par George O. Abell à l'aide du télescope Schimdt de l'observatoire Palomar. Sa magnitude apparente de 7,65 le rend invisible à l’œil nu, mais il peut être vu avec un télescope.

## Amas et population
Palomar 10 est un amas globulaire riche en métaux avec une métallicité de [Fe/H] = -0,1 à -0,7 situé dans le disque galactique, et vu depuis le plan galactique. Il est très riche en étoiles de la branche horizontale et plusieurs étoiles variables. L'amas contient deux variables de type Mira de périodes de 893 et 311,5 jours, MZ Sagittae et MV Sagittae. Les étoiles composant Pal 10 sont âgées, et elles sont situées dans la branche horizontale du diagramme de Hertzsprung-Russell, elles sont des géantes rouges en fin de vie avec une masse similaire à celle du Soleil, dont l'évolution stellaire se situe après le flash de l'hélium. Palomar 10 reste un amas relativement petit par rapport à d'autres, son diamètre total fait 1,7 pc et son centre mesure 1,39 pc de diamètre, sa luminosité est mesurée à 1,77 × 104 L☉ et contrairement à d'autres amas, il ne semble pas montrer la présence d'un trou noir stellaire / intermédiaire. Une autre étude dit quant à elle que Palomar 10 pourrait abriter un trou noir intermédiaire de ~150 M☉.

## Maser astronomique
Un maser astronomique de SiO a été détecté aux abords de Palomar 10, et il est très probable que le maser vient de MV Sagittae (Palomar 10 SAW V2), le maser ayant été nommé MSX6C G052.4153+02.7613. Étant donné les caractéristiques de ce maser, il est possible que MV Sagittae était à l'origine un système binaire qui aurait fusionné.